# Американо-гондурасские отношения
Американо-гондурасские отношения — двусторонние дипломатические отношения между США и Гондурасом. 

## История
Гондурас является союзником Соединенных Штатов, население Гондураса очень благожелательно относится к этой стране. Соединённые Штаты стремятся содействовать Гондурасу в укреплении демократических институтов, соблюдении прав человека и верховенства закона, обеспечения экономического развития и укрепления безопасности в стране. Программы Государственного департамента США направлены на создание в Гондурасе конкурентоспособной экономики, обеспечение устойчивого роста экономических показателей, улучшение делового и инвестиционного климата, защите граждан США в этой стране и корпоративных прав, а также повышение благосостояния и безопасности населения Гондураса. Соединенные Штаты сотрудничают с Гондурасом в решении транснациональных проблем, включая борьбу с преступными организациями, торговлей наркотиками, отмыванием денег, незаконной миграции и торговлей людьми, а также поощряет и поддерживает усилия Гондураса по защите окружающей среды. Цели Государственного департамента по укреплению демократии и содействию экономическому росту также призваны побудить гондурасцев избегать миграции из своей страны, что важно учитывая географическую близость страны к США. По оценкам, около 1 миллиона гондурасцев проживает в Соединенных Штатах, примерно 600 000 из которых прибыли в страну нелегально, что делает вопрос миграции одним из важнейших в двухсторонних отношениях. В 2016 году Гондурас посетило более 1 миллиона граждан США, а постоянно проживает в этой стране около 19 000 граждан США.

## Экономические отношения
Соединенные Штаты Америки являются главным торговым партнером Гондураса. В 2006 году было подписано Соглашение о свободной торговле между США и странами Центральной Америки. В 2015 году товарооборот между странами составил сумму 10 млрд. долларов США. США экспортировали товаров на сумму 5,2 млрд долларов США, а Гондурас поставил продукции в США на сумму 4,8 млрд. долларов США. Экспорт США в Гондурас: нефтепродукты, текстиль и ткани, хлопчатобумажная пряжа, электрооборудование, химикаты, искусственные штапельные волокна, компьютерные и электронные изделия, машины, пищевые продукты и крупы (кукуруза, соевая мука, пшеница, рис).
В 2014 году США инвестировали в экономику Гондураса 741 млн. долларов США, а в 2015 году 1,175 млрд. долларов США. Инвестиции сосредоточенны в текстильной промышленности, строительстве инфраструктуры и оптовой торговли.